# マリー・ルイーズ・ド・ラ・トゥール・ドーヴェルニュ
マリー・ルイーズ・アンリエット・ジャンヌ・ド・ラ・トゥール・ドーヴェルニュ（Marie Louise Henriette Jeanne de La Tour d'Auvergne, 1725年8月15日 - 1781年9月又は1793年）は、ブルボン朝時代フランスの貴族女性。モンバゾン公爵夫人、のちゲメネ公妃。従兄のジャコバイト王位請求者チャールズ・エドワード・ステュアートとの愛人関係で知られる。

## 生涯
ブイヨン公シャルル・ゴドフロワと、その妻でポーランド王ヤン・ソビェスキの孫娘のマリー・シャルロット・ソビェスカ公女の間の長女。宮廷ではオーヴェルニュ姫（Mademoiselle d'Auvergne）と呼ばれた。母方ソビェスキ家の資産を受け継いだ非常に裕福な女子相続人だったため、ルイ15世王は彼女に良縁を授けようと奔走した。最初、モナコ公オノレ3世との縁組が取り決めされ、1741年1月26日に宮廷日報で2人の婚約が発表されたが、結婚は実現しなかった。1743年2月19日にパリでモンバゾン公ジュール・ド・ロアンと結婚。2年後に夫婦の一人息子が生まれた。
1746年11月、天然痘に罹患した。同じヴェルサイユ宮廷で暮らしていた従兄の「小僭称者」チャールズ・エドワードは、モンバゾン公爵夫人の病状を気遣う手紙を送り、彼女の心を動かした。公爵夫人は回復した1747年8月にチャールズと面会し、すぐさま2人は恋に落ちた。モンバゾン公爵夫妻はそれまで互いに不貞を働いたことはなかったため、公爵夫人の恋愛沙汰は、姑のゲメネ公妃から厳しく監視された。夫の公爵が1747年夏にベルヘン・オプ・ゾーム攻囲戦に参加して不在となった時も、公爵夫人は姑に買収された召使たちに見張られて過ごした。このため、公爵夫人とチャールズの逢瀬は真夜中に市街を走らせる馬車の中で行われた。ただし姑ゲメネ公妃はすでにパリ市警に2人の情事について通告しており、市警は2人の逢引きに関する報告書を公妃に送っていた。
公爵夫人はやがてチャールズの子を妊娠したが、夫モンバゾン公爵はそれを隠そうともしなかったので、情事の噂が広まり始めた。1748年1月、公爵夫人は実父と姑の面前でチャールズへの別れの手紙を書くことを強いられた。ただし噂が本当でないと見せかける必要から、チャールズは以前と変わらず公爵夫妻の屋敷を友人として訪れることを許された。その3か月後、チャールズは公爵夫人にクレメンティーナ・ウォーキンショーを妾にしたことを告げ、2人の関係は終わった。
公爵夫人は1748年7月28日に男児を出産し、シャルル・ゴドフロワと名付けられた。モンバゾン公爵はこの子を実子として認知した。姑ゲメネ公妃はローマに住むチャールズの父、「大僭称者」ジェームズ王子にこの報を伝えたが、自分の孫とは考えないようにと書き送っている。ロアン家の一員と認められたにもかかわらず、この子は複数の系図集の中で存在を忘れられたり、無視されたりしている。公子シャルル・ゴドフロワは1歳に満たないうちに死去した。
チャールズは、モンバゾン公爵夫人との恋愛スキャンダルのためにフランス宮廷の庇護を失った。ルイ15世王は末娘のマダム・ルイーズを彼に嫁がせる計画を取りやめ、エクス＝ラ＝シャペル条約の取り決めに従い、チャールズをフランス王国領から追放した。モンバゾン公爵夫人は、その後は夫を裏切ることもなく、宮廷の高位の一婦人として宗教や慈善に身を捧げて暮らした。彼女の死の時期には2説あり、1781年9月に56歳で自然死したとするものと、1793年フランス革命期にギロチンで67歳から68歳の時に処刑されたとするものである。後者の説が多く敷衍されている。

## 子女
夫モンバゾン公爵との間に息子を1人もうけた。
- アンリ・ルイ・マリー・ド・ロアン（1745年 - 1809年） - ゲメネ公、モンバゾン公

母方の従兄（母親同士が姉妹）で愛人のチャールズ・エドワード・ステュアートとの間に息子を1人儲けた。この子は夫モンバゾン公爵に認知されたが、生後5か月程で死去した。
- シャルル・ゴドフロワ・ソフィー・ジュール・マリー・ド・ロアン（1748年7月28日 - 1748年12月又は1749年1月18日）

## フィクション
モンバゾン公爵夫人は、ルイーズ・ド・ロアン（Louise de Rohan）としてテレビドラマ『アウトランダー』シーズン2・エピソード2に登場する。演じたのはクレール・セルモヌ（Claire Sermonne）である。

## 引用・脚注
1. 1 2 3  van de Pas, Leo. “Marie Louise Henriette Jeanne de La Tour d'Auvergne”. Genealogics .org. 2010年3月29日閲覧。
2. 1 2 3  d'Albert Luynes, Charles Philippe. Mémoires du duc de Luynes sur la cour de Louis XV (1735-1758) By Charles Philippe d'Albert de Luynes 2010年4月21日閲覧。
3. ↑  Paul Theroff. “La Tour d’Auvergne”.   Paul Theroff's Royal Genealogy Site. 2020年1月4日閲覧。
4. ↑  Marie Louise Henriette Jeanne de La Tour d'Auvergne(1800-1892),Genealogy.euweb.de La Tour3.
5. ↑  Bastién, Angelica Jade (2016年4月16日). “Outlander Season 2, Episode 2: The Wounds We Carry”. The New York Times. 2016年6月21日閲覧。